# جوجل كاست

رمز "زر الإرسال" ، والذي يستخدم للاتصال والتحكم وفصل جوجل كاست.

جوجل كاست هو بروتوكول خاص تم تطويره بواسطة شركة جوجل لتشغيل محتوى الصوت / الفيديو المتدفق عبر الإنترنت على جهاز مستهلك متوافق. يُستخدم البروتوكول لبدء تشغيل المحتوى والتحكم فيه على مشغلات الوسائط الرقمية وأجهزة التلفزيون عالية الدقة وأنظمة الصوت المنزلية باستخدام جهاز محمول أو كمبيوتر شخصي أو مكبر صوت ذكي.

## روابط خارجية
- الموقع الرسمي
- Google Cast SDK في Google Developers